# Sotouboua
 (avril 2012).
Si vous disposez d'ouvrages ou d'articles de référence ou si vous connaissez des sites web de qualité traitant du thème abordé ici, merci de compléter l'article en donnant les références utiles à sa vérifiabilité et en les liant à la section « Notes et références ».
Sotouboua est une ville togolaise d'environ 22 721 habitants, chef-lieu de la préfecture de Sotouboua, située dans la Région Centrale et à environ 284 km au nord de la capitale Lomé. L'activité économique de cette ville est essentiellement agricole. Elle produit des produits vivrières et le coton.

## Toponymie
Le toponyme de la ville provient de la petite rivière Sotouboua qui borde le sud de la ville et qui signifie sotou = « glissant » et boua = « rivière ». La ville est également arrosée par la rivière Anié à l'est. L'activité économique de cette ville est basé plus sur l'agriculture.  L'igname est l'un des tubercules  ultivé le plus à Sotouboua. En 2019 les natifs de cette ville ont célébré la fête des ignames pour marquer et soutenir cette activité. La religion de ce peuple était l'animisme jusqu'à l'arrivée du christianisme au Togo. Le message du seigneur jesus Christ par le moyen des amis de l'Évangile du Togo gagne de plus en plus du terrain à Sotouboua. La culture et l'art est aussi développé dans la région. Des jeunes amoureux de la culture ( poésie ) sont soutenus par des ateliers et festivités culturelles. La relève est assurée par les jeunes éveillés dit-on. Ainsi un fils autochtone en partenariat avec une association Américaine offrent  à l'EPP Dereboua - Sotouboua un Bâtiment scolaire et un forage.

## Accident
Le 6 décembre 1965, deux camions entrent en collision dans une foule de danseurs et tuent 125 personnes. C'est l'un des pires accidents de la route du Togo,.

## Services publics
- La Poste
- Le Tribunal de Sotouboua
- L'Inspection du Premier degré
- La Mairie
- La Préfecture

## Écoles

### Écoles publiques
- École primaire Catholique
- École primaire publique Centrale
- École primaire publique Plateaux
- CEG ville 1
- CEG ville 2
- CEG ville 3
- Lycée de Sotouboua

### Écoles privées
- CEG & LyCée NOTRE DAME de la Paix

Lycée scientifique Robert Mattlé